# Proverbaro Esperanta
Proverbaro Esperanta — первое собрание пословиц на языке эсперанто. Пословицы были собраны Л. М. Заменгофом на основе труда его отца Марка Заменгофа (Frazeologio rusa-pola-franca-germana). Оно содержит 2630 пословиц.
Первое издание вышло в 1910 году. Последующие — в 1925, 1961 (Stafeto), 1974 (Stafeto) и 1990 годах (издано в Китае).